# Villa del Parque
Villa del Parque é um bairro da cidade argentina de Buenos Aires. É um bairro residencial, onde fica localizado o estádio do Comunicaciones.

## História

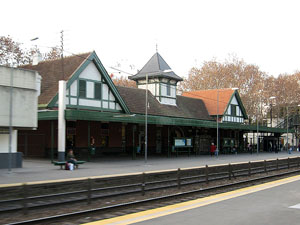
Estação de trem

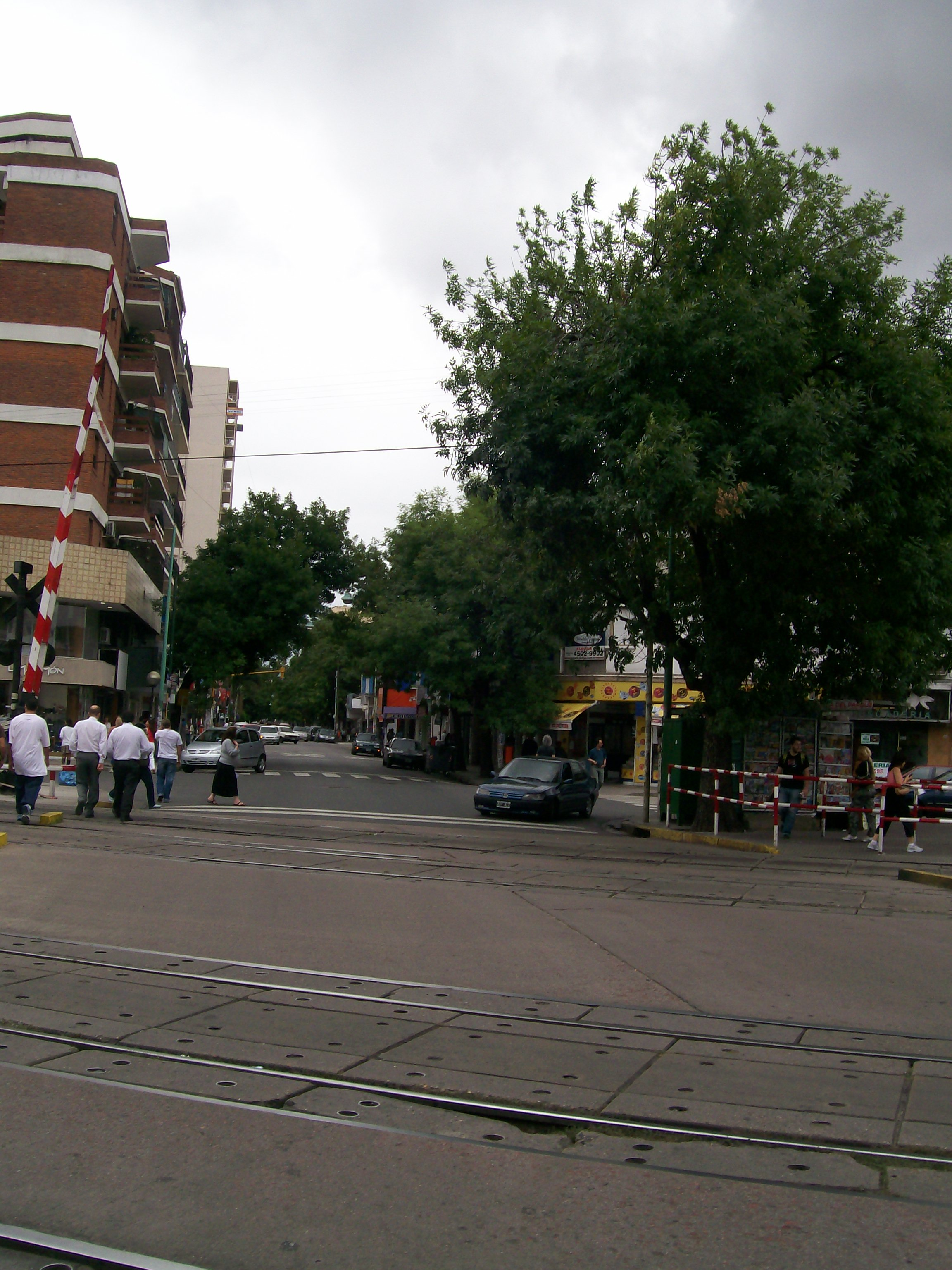
Linha de trem em Villa del Parque

Seu nome é derivado dos seus primórdios, quando vários haciendas era tudo o que existia, ao lado de um parque agrícola em crescimento nesta seção da Província de Buenos Aires. Villa Park foi incorporada oficialmente em 8 de novembro de 1908, como um bairro separado da cidade de Buenos Aires.
Este bairro e Villa Devoto, ambos começaram a surgir quando uma iniciativa para melhorar o ensino de Agronomia, durante a presidência de Alejo Julio Argentino Roca, foi iniciada, em 1901.
Após o estabelecimento de uma estação de campo e fazenda modelo em 1903, o crescimento populacional e o desenvolvimento resultou em sua expansão para este parque de agronomia e eventual abertura de uma estação ferroviária em agosto de 1907.

## Cultura
A "Iglesia Evangélica Luterana Unida 'Congregación el Redentor'" é um templo cercado por barras de ferro, em estilo neogótico. A "Capilla de la Santísima Virgen Niña" é o centro da vida religiosa do bairro. Esta congregação foi constituída em 1912, a princípio com grandes vicissitudes econômicas, e graças à sua tenacidade e à colaboração de seus benfeitores, entre eles os Cambiasso, o Dr. Emilio Lamarca, etc., que fundaram uma escola e o "Ateneo".